# Chuquiraga
Chuquiraga Juss., 1789 è un genere di piante angiosperme eudicotiledoni della famiglia delle Asteraceae.

## Descrizione
Le specie di questa voce sono piante perenni con portamenti arbustivo con ramificazioni spesso molto intricate (altezza massima 0,25 - 2 metri). I fusti sono eretti o compressi in agglomerati a forma di cuscino; spesso sono spinosi. Possono essere presenti delle spine ascellari fascicolate.
Le foglie lungo il caule, sessili, sono a disposizione alternata, opposta, verticillata oppure sono fascicolate. La forma delle lamine è varia: intera da ovata, lineare a obovata con apici spinosi. La superficie possiede da 1 a 3 nervature. Le foglie possono essere sia piatte che revolute. Le stipole sono assenti.
Le infiorescenze sono composte da capolini discoidi, sessili e solitari. I capolini, omogami, sono formati da un involucro a forma da cilindrica a campanulata (o elicoidale) composto da brattee (o squame) all'interno delle quali un ricettacolo fa da base ai fiori (da 5 a 100) di tipo ligulato. Le brattee disposte in più serie (da 4 a 8) in modo embricato sono di vario tipo sia spinose che prive di spine, a consistenza fogliacea oppure membranosa con bordi variamente dentati, fimbriati o lacerati. Il ricettacolo, a forma piatta in genere è ricoperto da pagliette ed è alveolato.
I fiori, isomorfici, sono tetra-ciclici (ossia sono presenti 4 verticilli: calice – corolla – androceo – gineceo) e pentameri (ogni verticillo ha 5 elementi). I fiori sono ermafroditi, actinomorfi (raramente possono essere zigomorfi) e fertili. In genere i fiori centrali sono bisessuali; quelli periferici sono sterili (unisessuali in genere).
- Formula fiorale:

*/x K {\displaystyle \infty }, [C (5), A (5)], G 2 (infero), achenio
- Calice: i sepali del calice sono ridotti ad una coroncina di squame.
- Corolla: la corolla ha un breve tubo con lobi lunghi e nastriformi. La corolla è pentamera (raramente è pseudobilabiata). I colori variano da giallo ad arancione.
- Androceo: gli stami, inseriti alla base del tubo della corolla, sono 5 (da 3 a 5 nei fiori centrali) con filamenti liberi, glabri o papillosi e distinti, mentre le antere sono saldate in un manicotto (o tubo) circondante lo stilo. Le antere in genere hanno una forma sagittata con base caudata e appendice intera. Il polline normalmente è tricolporato a forma sferica o schiacciata ai poli (è privo di depressioni).
- Gineceo: lo stilo è filiforme bifido; gli stigmi sono divergenti. L'ovario è infero uniloculare formato da 2 carpelli. L'ovulo è unico e anatropo.

I frutti sono degli acheni con pappo. La forma dell'achenio in genere è spiralata; la superficie è densamente villosa. Il pericarpo può essere di tipo parenchimatico, altrimenti è indurito (lignificato) radialmente; la superficie è irsuta o glabra. I pappi, formati da una serie di setole piumose, sono direttamente inseriti nel pericarpo o connati in un anello parenchimatico posto sulla parte apicale dell'achenio.

## Biologia
- Impollinazione: l'impollinazione avviene tramite insetti (impollinazione entomogama tramite farfalle diurne e notturne).
- Riproduzione: la fecondazione avviene fondamentalmente tramite l'impollinazione dei fiori (vedi sopra).
- Dispersione: i semi (gli acheni) cadendo a terra sono successivamente dispersi soprattutto da insetti tipo formiche (disseminazione mirmecoria). In questo tipo di piante avviene anche un altro tipo di dispersione: zoocoria. Infatti gli uncini delle brattee dell'involucro si agganciano ai peli degli animali di passaggio disperdendo così anche su lunghe distanze i semi della pianta.

## Distribuzione e habitat
La distribuzione delle specie di questo gruppo è esclusivamente sudamericano dall'Argentina al Cile (in habitat xeromorfici).

## Tassonomia
La famiglia di appartenenza di questa voce (Asteraceae o Compositae, nomen conservandum) probabilmente originaria del Sud America, è la più numerosa del mondo vegetale, comprende oltre 23.000 specie distribuite su 1.535 generi, oppure 22.750 specie e 1.530 generi secondo altre fonti (una delle checklist più aggiornata elenca fino a 1.679 generi). La famiglia attualmente (2021) è divisa in 16 sottofamiglie. La sottofamiglia Barnadesioideae, con la sua sola tribù Barnadesieae, è una di queste.

### Filogenesi
La sottofamiglia Barnadesioideae solo recentemente, in base a studi filogenetici di tipo molecolare (tutte le Asteraceae - eccetto le Barnadesioideae - hanno una particolare inversione in una data porzione del DNA), è stata elevata di rango tassonomico (prima era posizionata a livello subtribale all'interno della tribù Mutisieae). Nell'ambito della famiglia il gruppo Barnadesioideae, da un punto di vista filogenetico, è in posizione "basale", ossia forma un "gruppo fratello" con il resto della famiglia. Le sue specie sono caratterizzata morfologicamente dalla presenza di spine ascellari ai nodi. Il genere Chuquiraga, nell'ambito della tribù, occupa una posizione abbastanza centrale; si è separato dal gruppo dopo il genere Schlechtendalia, ma prima di tutti gli altri generi della tribù. In base alle ultime ricerche all'interno delle specie di questo genere è nidificata la specie Duseniella patagonica indicando così la non monofilia di Chuquiraga.
Il genere è suddiviso in due sezioni: sect. Acanthophylla e sect. Chuquiraga. Quest'ultima sezione a sua volta è suddivisa in due serie: ser. Parviflorae e ser. Chuquiraga.
Il numero cromosomico delle specie di questo gruppo è: 2n = 54 e 108.

### Elenco specie
Il genere comprende le seguenti 23 specie:
- Chuquiraga acanthophylla Wedd.
- Chuquiraga arcuata Harling
- Chuquiraga atacamensis Kuntze
- Chuquiraga aurea Skottsb.
- Chuquiraga avellanedae Lorentz
- Chuquiraga calchaquina Cabrera
- Chuquiraga echegarayi Hieron.
- Chuquiraga erinacea D.Don
- Chuquiraga johnstonii Tovar
- Chuquiraga jussieui J.F.Gmel.
- Chuquiraga kuschelii Acevedo
- Chuquiraga longiflora (Griseb.) Hieron.
- Chuquiraga morenonis (Kuntze) C.Ezcurra
- Chuquiraga oblongifolia Sagást. & Sánchez Vega
- Chuquiraga oppositifolia D.Don
- Chuquiraga parviflora (Griseb.) Hieron.
- Chuquiraga raimondiana A.Granda
- Chuquiraga rosulata Gaspar
- Chuquiraga ruscifolia D.Don
- Chuquiraga spinosa Less.
- Chuquiraga straminea Sandwith
- Chuquiraga ulicina (Hook. & Arn.)
- Chuquiraga weberbaueri Tovar